# Edward Wiśniewski (historyk)
Edward Wiśniewski (ur. 1953, zm. 28 kwietnia 2017) – polski historyk, profesor nauk humanistycznych.

## Życiorys
W 1978 ukończył studia historyczne na Uniwersytecie Łódzkim. Doktorat obronił w 1984. Habilitował się w 1992. Tytuł naukowy profesora uzyskał w 2002.
Specjalizował się w historii najnowszej powszechnej i historii Rosji. Pełnił funkcje: wiceprezesa Oddziału Łódzkiego Polskiego Towarzystwa Historycznego (1997–2003), kierownika Studium Doktoranckiego Nauk Humanistycznych na Wydziale Filozoficzno-Historycznym Uniwersytetu Łódzkiego (2002–2008) pełnomocnika Dziekana Wydziału Filozoficzno-Historycznego UŁ do spraw umowy o współpracy bezpośredniej z Moskiewskim Państwowym Uniwersytetem im. M.W. Łomonosowa, a także dziekana Wydziału Humanistycznego Mazowieckiej Wyższej Szkoły Humanistyczno-Pedagogicznej w Łowiczu. 

## Autorskie publikacje monograficzne
- Partia progresistów w czasie I wojny światowej i rewolucji lutowej : 1914-1917 (1989)
- Liberal'naâ oppoziciâ v Rossii nakanune pervoj mirovoj vojny (1994)
- Kapital i vlast' v Rossii : političeskaâ deâtel'nost' progressivnyh predprinimatelej v načale XX veka (2000)
- Oppoziciâ : progressivnyj blok v 1914-1917 gg. (2000)
- "Svâŝennoe edinenie" v Rossii v 1914 godu (2014)
- Kadety i vlast' : (iûl' 1914 - ânvar' 1915) (2015)